# Piet Ooms

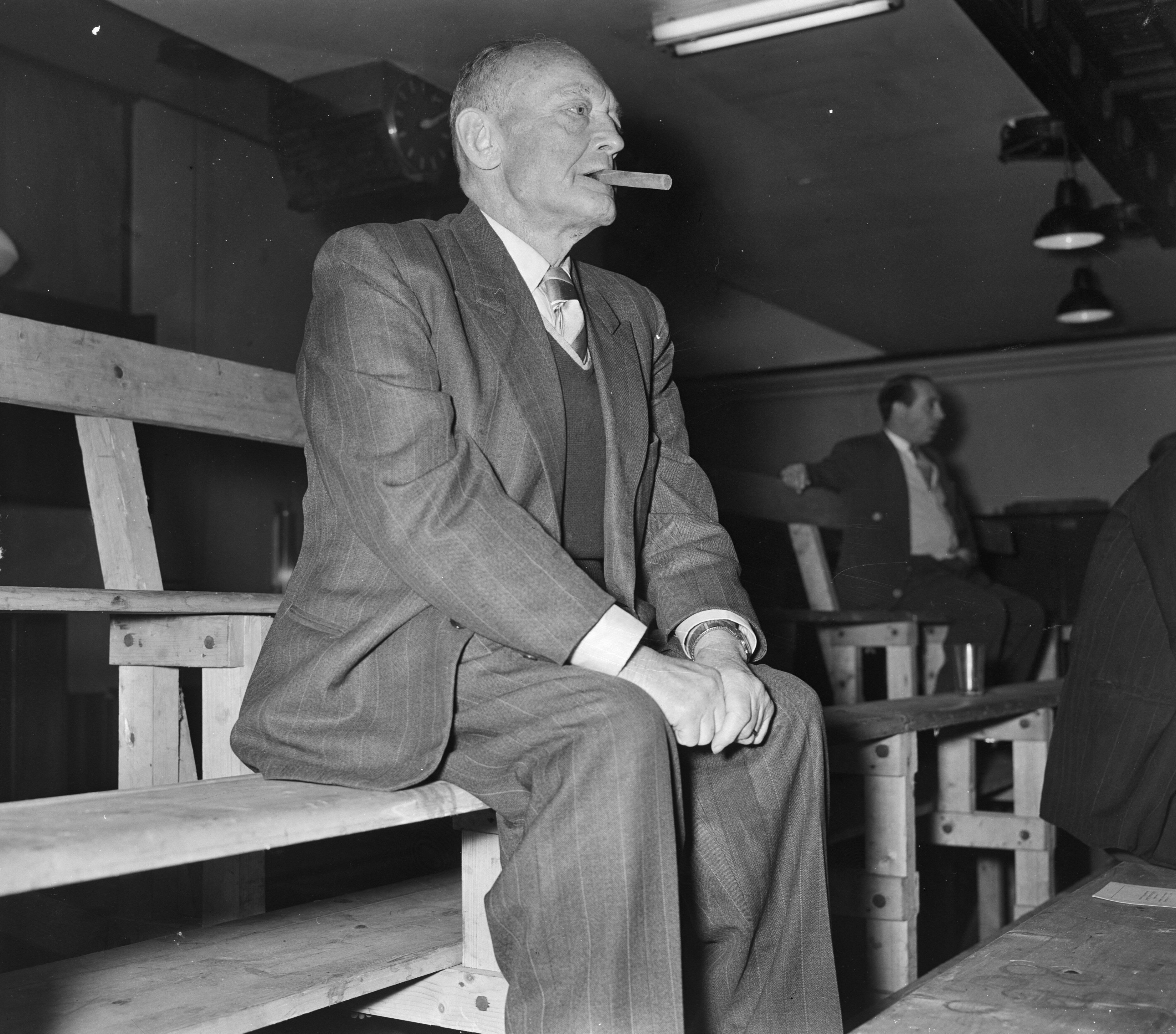
Piet Ooms in 1954

Pieter Lodewijk (Piet) Ooms (Amsterdam, 11 december 1884 – aldaar, 14 februari 1961) was een zwemmer en waterpoloër, die Nederland eenmaal vertegenwoordigde bij de Olympische Spelen: Londen 1908.
In de hoofdstad van Groot-Brittannië kwam Ooms uit op de 1500 meter vrije slag. Op dat nummer werd hij voortijdig (tweede serie) uitgeschakeld. Ooms, lid van zwemvereniging DJK uit Amsterdam-West, was in Londen een van de zeven zwemmers, die Nederland vertegenwoordigde bij de vierde Olympische Spelen. De anderen waren de broers Bouke en Lamme Benenga, Johan Cortlever, Eduard Meijer, Frits Meuring en Bartholomeus Roodenburch.
Net als Bouke Benenga, Johan Cortlever en Eduard Meijer maakte Ooms in Londen ook deel uit van de Nederlandse waterpoloselectie, die als vierde en laatste eindigde. Zijn meest indrukwekkende prestatie leverde hij in 1911, toen hij bij Le Havre een wedstrijd over 26 kilometer won met maar liefst zes uur voorsprong op de nummer twee. Ooms was in de beginjaren van de sport in Nederland zeer populair. Hij stond erom bekend dat hij tijdens zijn races graag een glaasje champagne dronk.
Ooms overleed op 14 februari 1961 in Amsterdam op 76-jarige leeftijd.
Bouke Benenga · 
Johan Cortlever · 
Jan Hulswit · 
Eduard Meijer · 
Karel Meijer · 
Piet Ooms · 
Johan Rühl
- Bibliothèque nationale de France: cb169544777 (data)
- International Standard Name Identifier: 0000 0004 5100 5688
- Virtual International Authority File: 316738351